# Mesarvot
Mesarvot (hebräisch מְסָרְבוֹת Məssarvōt, deutsch ‚Verweigernde‘ [ִpl. fem.]) ist eine israelische Organisation, die Kriegsdienstverweigerer in Israel unterstützt. Die Organisation existiert seit 2015, schafft öffentliche Aufmerksamkeit für Kriegsdienstverweigerung, bietet rechtliche Unterstützung und ein Netzwerk für junge und ehemalige Kriegsdienstverweigerer.

## Aktivitäten
Die Organisation macht Fälle von Jugendlichen, die den Dienst in den Israelischen Verteidigungsstreitkräfte verweigern, öffentlich und bemüht sich darum, öffentlichen Diskurs zu dem Thema in Medien zu bringen. Sie unterstützt Kriegsdienstverweigerer auch rechtlich und mit Medientrainings, im Gefängnis beim Absitzen von Strafen und sie schafft Gemeinschaft für junge Menschen, die sich dafür entscheiden, den Wehrdienst zu verweigern. Mesarvot unterstützt hunderte junge Menschen jedes Jahr. Die meisten jungen Menschen, die die Organisation unterstützt, nutzen Kriegsdienstverweigerung als Ausdruck des Protests gegen Israels Besatzung palästinensischer Gebiete und als Ausdruck der Solidarität mit den Palästinensern.
Zu den Fällen, die mediale Aufmerksamkeit bekommen haben, zählen Tair Kaminer im Jahr 2016, Aiden Katri, die erste Transfrau, die für Kriegsdienstverweigerung im Jahr 2016 inhaftiert wurde, Noa Gur Golan, die gemeinsam mit ihrer Mutter im Jahr 2017 von der Boulevardzeitung Israel HaYom für ihre Verweigerung kritisiert wurde, sowie die Fälle von Maya Brand-Feigenbaum und Adam Rafaelov im Jahr 2019, die beide mehrfach inhaftiert wurden für ihre Weigerung, in den besetzten Gebieten stationiert zu werden.
Mesarvot unterstützt in Folge des Angriffs der Hamas auf Israel 2023 auch die Fälle von Tal Mitnick, Ben Arad und Sofia Orr, die die ersten Jugendlichen nach dem Beginn des Krieges in Israel und Gaza seit 7. Oktober 2023 waren, die den Wehrdienst verweigerten, in Medieninterviews zu einem sofortigen Waffenstillstand und zu einem internationalen Waffenlieferstopp an Israel aufriefen. Anfang August erklärten die ebenfalls von Mesarvot unterstützten Jugendlichen Yuval Moav, Oryan Mueller und Itamar Greenberg vor dem Rekrutierungszentrum Tel haSchomer in der Nähe von Tel Aviv aus Protest gegen die Besatzung und den gegenwärtigen Krieg den Militärdienst zu verweigern. Sie wurden jeweils vor Gericht gestellt und zunächst zu einer 30-tägigen Militärhaft verurteilt.

## Politische Positionierung
Die Organisation versteht sich als feministisch und kritisiert patriarchale Strukturen innerhalb der Israelischen Verteidigungsstreitkräften sowie sexuelle Belästigung.
Mesarvot ist kritisch gegenüber der israelischen Besatzungspolitik. Mesarvot hat 2022 einen Protest in Tel Aviv organisiert, um der palästinensischen Journalistin Shireen Abu Akleh zu gedenken, die während einer Berichterstattung im Westjordanland wahrscheinlich von den Israelischen Verteidigungsstreitkräften erschossen wurde. Die Organisation nimmt an Solidaritätsaktionen im Westjordanland selbst teil, so etwa an Protesten gegen die Räumung von Gebäuden in den palästinensischen Dörfern von Masafer Yatta. Mesarvot hat auch an den Protesten in Israel 2023 gegen die geplante Justizreform teilgenommen und diese dabei mit der Besatzungspolitik der Regierung in Verbindung gebracht.